# Wybory do rad narodowych w Polsce w 1980 roku
Wybory do rad narodowych w Polsce w 1980 roku – wybory do wojewódzkich rad narodowych w PRL przeprowadzone 23 marca 1980 roku, równocześnie z wyborami do Sejmu, na podstawie uchwały Rady Państwa z 17 stycznia 1980 r.
Przed wyborami, 24 lutego 1980 r. członkowie Komitetu Samoobrony Społecznej „KOR” opublikowali oświadczenie, w którym napisano, że wybory nie zasługują na tę nazwę, Sejm PRL nie jest instytucją parlamentarną, a członkowie KOR nie pójdą do urn, ponieważ udział w nich „ubliża godności obywatelskiej i ludzkiej”. Według danych KSS „KOR” frekwencja w czasie wyborów wyniosła 75–85%.
Według obwieszczenia Państwowej Komisji Wyborczej frekwencja w wyborach do Sejmu wyniosła 98,87%, a na listy Frontu Jedności Narodu oddano 99,52% ważnych głosów. Głosów nieważnych oddano 13 692, czyli 0,06% wszystkich oddanych głosów.
Innych list niż listy FJN nie było.